# Lars Dalman (industriman)
Lars John Vilhelm Dalman, född 8 februari 1907 i Göteborg, död 2 oktober 1993 i Båstad, var en svensk industriman.
Efter examen från Chalmers tekniska högskola 1932 var Dalman anställd vid Asea 1932–36 och vid Jonsereds Fabrikers AB 1936–41. Han blev verkställande direktör för Söderhamns Verkstäder AB från 1941, då företaget återbildades genom utbrytning ur AB Svenska Maskinverken, och behöll denna post till 1968. Det var under hans ledning som företaget utvecklade barkningsmaskinen Cambio, vilken blev ett världsbegrepp inom branschen. 
Dalman var styrelseledamot i Rederi AB Transmark. Han var ordförande i Hälsinglands Idrottsförbund 1947–53 samt den förste ordföranden i Söderhamns Golfklubb 1960–68. Han ligger begravd på Östra kyrkogården i Göteborg.